# Machaonia acuminata
Machaonia acuminata là một loài thực vật có hoa trong họ Thiến thảo. Loài này được Humb. & Bonpl. mô tả khoa học đầu tiên năm 1806.